# Michaël Chamberlin
 (juillet 2025).
Motif : Article de 2005. Notoriété de ce bassiste ?
- Archive Wikiwix
- Bing
- Cairn
- DuckDuckGo
- E. Universalis
- Gallica
- Google
- G. Books
- G. News
- G. Scholar
- Persée
- Qwant
- (zh) Baidu
- (ru) Yandex
- (wd) trouver des œuvres sur Wikidata

| 1. | Préciser le motif de la pose du bandeau. | Précisez le motif de la pose du bandeau en utilisant la syntaxe suivante : {{admissibilité à vérifier\|date=août 2025\|motif=remplacez ce texte par le motif}}                          |
| 2. | Informer les utilisateurs concernés.     | Pensez à avertir le créateur de l'article, par exemple, en insérant le code ci-dessous sur sa page de discussion : {{subst:avertissement admissibilité à vérifier\|Michaël Chamberlin}} |

Pour les articles homonymes, voir Chamberlin.
Michaël Chamberlin appelé également Micka, né le 1er septembre 1970 à Châlons-sur-Marne et mort le 25 mai 2005 à Pornic, est un bassiste de rock français. Il était un des piliers du groupe nantais Dolly (à l'origine "Dolly & Co"). 

## Biographie
Guitariste à ses débuts, il se met à la basse après le départ de deux musiciens du groupe et à l'arrivée de Nicolas Bonnière à la guitare. Il restera fidèle à cet instrument.
Le 25 mai 2005, il meurt dans un accident de voiture près de Pornic à l'âge de 34 ans. L'accident a impliqué la collision frontale de deux véhicules circulant en ligne droite à haute vitesse . Les deux conducteurs sont morts dans l'accident sans que les sapeurs pompiers n'aient pu les sauver.
Il avait deux enfants. Son groupe Dolly met alors fin à toute activité.